# HD 172728
HD 172728，又名BD+62 1637，SAO 17958、HR 7018，是一颗恒星，视星等为5.74，位于銀經92.27，銀緯25.43，其B1900.0坐标为赤經18h 36m 39.3s，赤緯+62° 25.43′ 8″。